# دانیلو دیاز
دانیلو دیاز (به پرتغالی: Danilo Leandro Dias) مهاجم اهل برزیل است که در شهر Ceres و در تاریخ ۶ نوامبر ۱۹۸۵ به دنیا آمده‌است.
دانیلو دیاز در تیم‌های فوتبال Goiás سابقهٔ حضور دارد.